# Лемма Линделёфа
Лемма Линделёфа — классическая лемма общей топологии, которая гласит, что если топологическое пространство удовлетворяет второй аксиоме счётности, то из всякого его открытого покрытия можно выделить не более чем счётное подпокрытие.
Установлена Эрнстом Линделёфом в 1903 году для числовой прямой. В связи с результатом образованы понятия числа Линделёфа топологического пространства (такой наименьший кардинал, что из каждого открытого покрытия пространства можно выбрать подпокрытие мощности не больше него) и линделёфова пространства (пространство с числом Линделёфа {\displaystyle \aleph _{0}}). Таким образом, в изначальной формулировке устанавливалась линделёфовость числовой прямой. В 1914 году Хаусдорф ввёл понятия базы топологии и второй аксиомы счётности и фактически установил линделёфовость пространства со второй аксиомой счётности.
В ранней литературе результат фигурировал как вторая теорема Линделёфа (первая теорема Линделёфа в этом контексте — результат о том, что множество всех точек конденсации пространства со второй аксиомой счётности не более, чем счётно).